# Fjärdholmarna

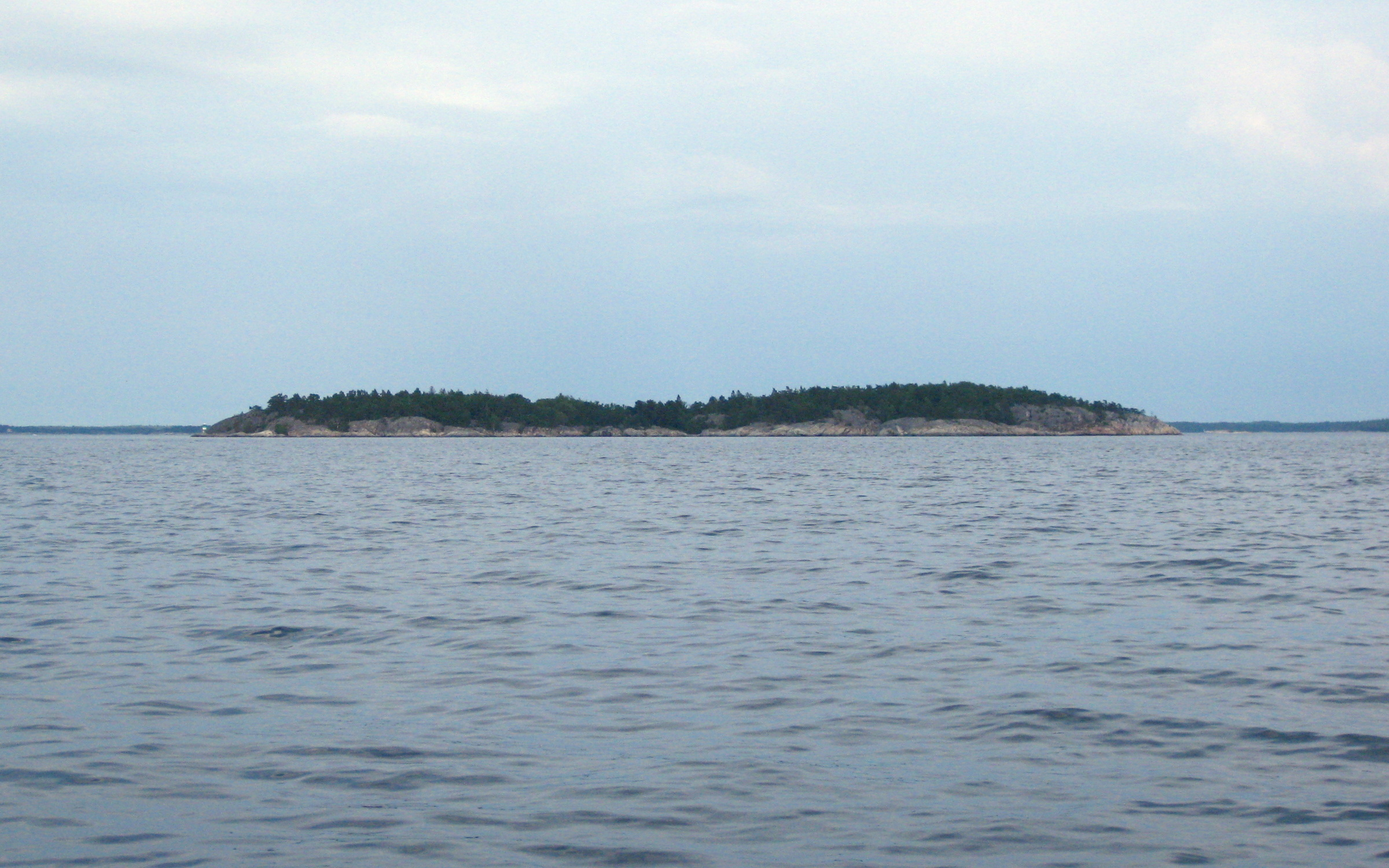
Fjärdholmarna från söder.

Fjärdholmarna är de två öarna Stora Fjärdholmen och Lilla Fjärdholmen i Värmdö kommun ca 2 sjömil söder om Södermöja i Stockholms skärgård. Fjärdholmarna utgör gränsen mellan fjärdarna Kanholmsfjärden och Möja söderfjärd. Båda öarna är privatägda. På Stora Fjärdholmens nordvästra sida står fyren Fjärdholmen.
- Stora Fjärdholmen: 59°21.3′N 18°50′Ö / 59.3550°N 18.833°Ö
- Lilla Fjärdholmen: 59°21.4′N 18°50.4′Ö / 59.3567°N 18.8400°Ö